# Tor Bjurström
Tor Sigurd Bjurström, född 13 juli 1888 i Stockholm, död 7 september 1966 i Göteborg, var en svensk målare. 

## Biografi

### Bakgrund och måleri
Tor Bjurström gick på Konstnärsförbundets skola mellan 1905 och 1907, där bland andra Richard Bergh och Karl Nordström var verksamma som lärare vid denna tid, men även för Kristian Zahrtmann i Köpenhamn. Under denna tid hade Bjurström bland annat kontakter med konstnärerna Karl Isakson och Léon Ehlers. Efter dessa studier åkte Bjurström 1908 till Paris och utvecklade sitt måleri som elev till Henri Matisse. Där ingick han 1909 i modernistgruppen De unga, 1912 i sammanslutningen De åtta samt 1921 i Falangen.

### Lärare och senare verksamhet
Tor Bjurström var lärare på Valands målarskola i Göteborg 1920–1929. Genom sin lärargärning spred han Matisses expressionistiska färglära till Göteborg, och inspirerade på så sätt sina elever. Dessa kom i efterhand att kallas Göteborgskoloristerna och av kritiker anses de utgöra en helt ny inriktning inom svenskt 1900-talsmåleri med främsta namn som Åke Göransson, Ivan Ivarson, Nils Nilsson, Karin Parrow, Ragnar Sandberg och Inge Schiöler.
Tor Bjurström efterträddes 1929 som lärare på Valands konstskola av Sigfrid Ullman, som var kritisk till Bjurströms undervisning. Ullman förde in skolan på mer klassiska undervisningsmetoder med bland annat ingående anatomistudier.
Åren 1936–1947 var Bjurström intendent för Göteborgs konsthall.

### Familj
Tor Bjurström gifte sig i december 1919 med Vera (född Crone och änka efter att först varit gift 1910–1912 med konstnären Léon Ehlers). Tor och Vera Bjurström var föräldrar till Jesper Bjurström (1918–1998) och Frederik Bjurström. Bjurström är begravd på Lidingö kyrkogård.

## Stil och eftermäle
Bjurströms måleri var ett impressionistiskt måleri med influenser från Matisse, Munch och danska målare med en blå och violett ton. I hans västkustlandskap från omkring 1930 märks även gröna och gula nyanser. På 1940-talet övergick han till ett mer expressionistiskt influerat måleri, ibland med brutaliserande inslag av rött. Bjurström har även komponerat glasmålningar för Svenska kyrkan i Paris 1929–1931 och utfört en fresk i Göteborgs stadsteater 1934.
Bjurström mottog Göteborgs stads förtjänsttecken 1950.
Tor Bjurström är representerad på Nationalmuseum, Moderna Museet, Göteborgs konstmuseum, Malmö konstmuseum, Kalmar Konstmuseum, Norrköpings konstmuseum och Statens Museum for Kunst, Köpenhamn, Göteborgs stadsmuseum och Sörmlands museum